# WFV-Pokal 1959/60
Der WFV-Pokal 1959/60 war die achte Austragung des Männer-Pokalwettbewerbs als Amateurwettbewerb durch den Württembergischen Fußballverband. Nachdem im Vorjahr der Wettbewerb nach Feststehen der württembergischen Teilnehmer am Süddeutschen Pokal beendet worden war, wurde wieder ein württembergischer Pokalsieger ausgespielt. Das Endspiel fand am 19. November 1960 im Weiherstadion in Hechingen statt, der VfR Schwenningen holte durch einen 4:3-Finalerfolg über den TV Echterdingen erstmals in der Vereinsgeschichte den Titel.

## Achtelfinale
|                 | Ergebnis  |                  |
| --------------- | --------- | ---------------- |
| FV Kornwestheim | 2:1 n. V. | SC Schwenningen  |
| TSV Kochendorf  | 3:2       | FCTV Unterurbach |
| 1. FC Eislingen | 3:0       | FC Wangen 05     |
| FV Ebingen      | abgebr.   | TV Echterdingen  |

VfR Schwenningen erhielt ein Freilos.
Wiederholungsspiel
|            | Ergebnis |                 |
| ---------- | -------- | --------------- |
| FV Ebingen | 0:2      | TV Echterdingen |

Die unterlegenen vier Achtelfinalisten spielten untereinander den sechsten Teilnehmer am Süddeutschen Pokal aus, dabei gewann der SC Schwenningen bereits im August 1960 das Endspiel gegen den FV Ebingen durch einen 2:0-Erfolg.

## Viertelfinale
|                  | Ergebnis  |                 |
| ---------------- | --------- | --------------- |
| VfR Schwenningen | 3:1       | 1. FC Eislingen |
| TSV Kochendorf   | 1:1 n. V. | FV Kornwestheim |

TV Echterdingen erhielt ein Freilos.
Wiederholungsspiel
|                 | Ergebnis |                |
| --------------- | -------- | -------------- |
| FV Kornwestheim | 3:0      | TSV Kochendorf |

## Halbfinale
|                 | Ergebnis |                 |
| --------------- | -------- | --------------- |
| FV Kornwestheim | 1:2      | TV Echterdingen |

VfR Schwenningen erhielt ein Freilos.

## Finale
| VfR Schwenningen                               | VfR Schwenningen | TV Echterdingen | TV Echterdingen |
| ---------------------------------------------- | --- | --- | --------------- |
| VfR Schwenningen                               | \| 19. November 1960 in Hechingen (Weiherstadion) \| \| Ergebnis: 4:3 (2:1) \| \| Zuschauer: 700 \| \| Schiedsrichter: Brackmann (Gundelsheim) \| | \| 19. November 1960 in Hechingen (Weiherstadion) \| \| Ergebnis: 4:3 (2:1) \| \| Zuschauer: 700 \| \| Schiedsrichter: Brackmann (Gundelsheim) \| | TV Echterdingen |
| VfR Schwenningen                               | Rößler – Rogoll, Rachel, Woelk, Thiede, Heyler, Wagner, Gruber, Arnold, Kny, Hemmerle                                                             | Romanini – Haspel, Bauer, Krämer, Fischer, Stöckel, Bookmann, Schlecht, Kirschner, Schöck, Klauser                                                | TV Echterdingen |
| VfR Schwenningen                               | 1:0 Gruber (29.) 2:1 Hemmerle (38.) 3:1 Kny (50., Foulelfmeter) 4:1 Arnold (76.)                                                                  | 1:1 Kirschner (30.) 4:2 Schöck (80.) 4:3 Bauer (85.)                                                                                              | TV Echterdingen |
| 19. November 1960 in Hechingen (Weiherstadion) | | |                 |
| Ergebnis: 4:3 (2:1)                            | | |                 |
| Zuschauer: 700                                 | | |                 |
| Schiedsrichter: Brackmann (Gundelsheim)        | | |                 |